# Fumihito
Thu Tiểu cung Fumihito Thân vương (秋篠宮文仁親王 (Thu Tiểu cung Văn Nhân Thân vương) Akishino-no-miya Fumihito Shinnō, 30 tháng 11, 1965), thường được gọi Thân vương Fumihito, là một thành viên của hoàng tộc Nhật Bản. Ông là con trai thứ hai của Thượng Hoàng Akihito và Thượng Hoàng hậu Michiko, em trai của Thiên Hoàng Naruhito, và hiện đứng thứ nhất trong danh sách kế thừa hoàng vị.
Kể từ khi kết hôn vào tháng 6 năm 1990, ông giữ tước hiệu "Akishino-no-miya" (秋篠宮 Thu Tiểu cung) và đứng đầu một nhánh trong hoàng tộc. Năm 2019, anh trai ông là Naruhito trở thành Thiên hoàng, bản thân ông trở thành Trữ quân với danh xưng Hoàng tự Điện hạ (皇嗣殿下 Koshi Denka), đầy đủ là Thu Tiểu cung Hoàng tự Điện hạ (秋篠宮皇嗣殿下 Akishino-no-miya Kōshi Denka).

## Cuộc sống ban đầu và giáo dục
Thân vương sinh ngày 30 tháng 11 năm 1965 tại Bệnh viện Cung nội sảnh ở Tokyo. Tên húy (tên thật) của ông là Fumihito (文仁 (Văn Nhân)). Ngự xưng thiếu thời của ông là Lễ Cung (礼宮; Aya-no-miya). Ông theo học tiểu học và trung học tại Gakushuin (Học tập viện).
Tháng 4 năm 1984, ông nhập học khoa Chính trị học tại Đại học Gakushuin. Sau khi tốt nghiệp đại học, ông đã đi du học về động vật học tại St John's College, Oxford ở Anh Quốc từ tháng 10 năm 1988 đến tháng 6 năm 1990. Tháng 10 năm 1996, ông tốt nghiệp Tiến sĩ tại Đại học Đại học viện Nghiên cứu Tổng hợp (総合研究大学院大学)  với ngành điểu học, tiêu đề luận văn của ông là "Phân tử hệ thống phát sinh học của gà rừng, chi Gallus và nguồn gốc đơn ngành của liên bộ gà nhà" (野鶏ガルス属の分子系統および家鶏の単系起源). Ông đã tiến hành khảo sát thực địa tại Indonesia vào các năm 1993 và tại Vân Nam vào năm 1994.
Sau cái chết của ông nội, Thiên hoàng Shōwa, vào tháng 1 năm 1989, ông trở thành người thứ hai trong thứ tự kế thừa hoàng vị sau anh cả là Thiên Hoàng Naruhito.
Khi cha của ông vẫn còn là Hoàng thái tử, ông đã giới thiệu cá rô phi đến Thái Lan như là một nguồn protein quan trọng. Có thể nuôi cá rô phi một cách dễ dàng và Thân Vương Fumihito, được biết đến là "Chuyên gia cá da trơn", đã giúp duy trì và mở rộng các nghiên cứu nuôi trồng thủy sản đối với người dân Thái Lan.
Ngoài ra, Fumihito là một người hâm mộ nhiệt thành của the Beatles và là một vận động viên quần vợt. Khi còn là sinh viên, Thân Vương Fumihito đã xếp trong số 10 đôi vận động viên quần vợt xuất sắc nhất của vùng Kanto. Ông cũng được biết đến là một người kế thừa của trường phái thư pháp Arisugawa.

## Kết hôn
Ngày 29 tháng 6 năm 1990, Thân vương Fumihito kết hôn với Kawashima Kiko, con gái của Kawashima Tatsuhiko (giáo sư kinh tế của Đại học Gakushuin) và vợ là Kazuyo.
Hai người gặp nhau khi họ cùng chưa tốt nghiệp Đại học Gakushuin. Giống như cha mình, Thân vương đã kết hôn với một người không thuộc dòng dõi quý tộc (hoa tộc) cũ hay thuộc các nhánh phụ của hoàng tộc. Sau khi kết hôn, ông nhận được tước hiệu Thu Tiểu cung (Akishino no miya) và được Hội nghị Hoàng thất (皇室会議) cho phép thành lập một nhánh mới trong hoàng tộc. Thân vương và Thân vương phi có hai người con gái và một con trai:
- Nội Thân vương Mako (眞子内親王 (Chân Tử Nội Thân vương) Mako Naishinnō?,  sinh 23 tháng 10 năm 1991)[2]. Đã kết hôn và trở thành Komuro Mako (小室 眞子?)
- Nội Thân vương Kako (佳子内親王 (Giai Tử Nội Thân vương) Kako Naishinnō?,  sinh 29 tháng 12 năm 1994)[2]
- Thân vương Hisahito (悠仁親王 (Du Nhân Thân vương) Hisahito Shinnō?,  sinh 6 tháng 9 năm 2006)[2]

Do hiện nay là người cháu nam duy nhất của hoàng thất, Thân vương Hisahito thuộc dòng trực tiếp kế vị hoàng vị và có lẽ cuối cùng sẽ lên ngôi, trừ khi bác của Thân vương Hisahito là Thiên Hoàng Naruhito có một hoàng nam nối dõi, hoặc luật kế vị thay đổi.

## Bổn phận

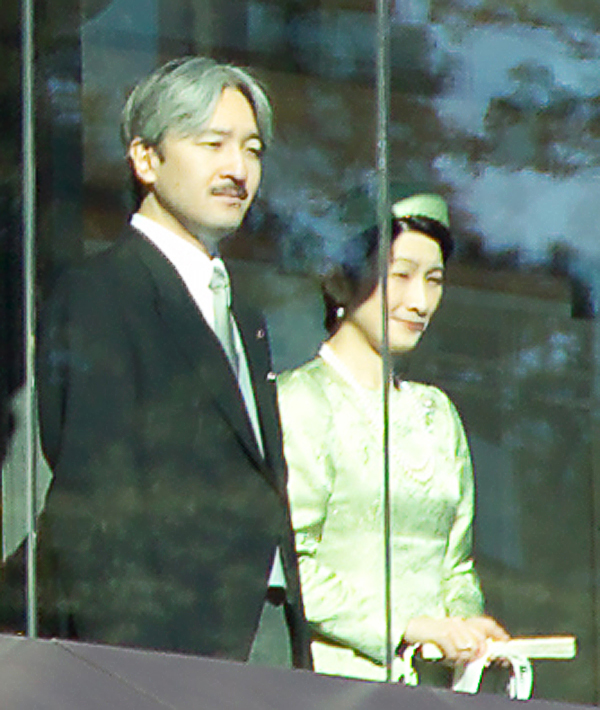
Thân vương và Thân vương phi vào tháng 12 năm 2005.

Thân vương Fumihito giữ vai trò là Chủ tịch của Sở Nghiên cứu Điểu học Yamashina và Hiệp hội Vườn động vật và Bể nuôi Nhật Bản. Ông cũng là chủ tịch danh dự của Quỹ Quốc tế Bảo vệ Thiên nhiên Nhật Bản, Hiệp hội Quần vợt Nhật Bản, và Hiệp hội Nhật Bản-Hà Lan. Ông là giảng viên thỉnh giảng của Đại học Nông nghiệp Tokyo.
Thân vương Fumihito và Thân vương phi Kiko cũng thúc đẩy quan hệ hữu nghị giữa Nhật Bản với các quốc gia khác với việc là đại diện cho Nhật Bản tại một số sự kiện quốc tế được lựa chọn. Ví dụ, họ đã đến thăm Hà Lan vào tháng 8 năm 2009 để kỉ niệm 400 năm thương mại giữa Hà Lan và Nhật Bản. Họ đã được chính phủ Hà Lan mời và được Nữ hoàng Beatrix của Hà Lan đón tiếp tại La Hay. Các hoạt động công cộng của họ còn bao gồm gặp gỡ các sinh viên ngành tiếng Nhật, thăm Nhà Siebold, một bệnh viện đại học, và hai bảo tàng khác. Tháng 8 năm 2012, Thân vương Fumihito đã sang thăm Việt Nam, gặp chủ tịch nước Trương Tấn Sang và đi thăm tỉnh Hòa Bình và Hưng Yên.
Năm 2019, ngày 1 tháng 5, anh trai của ông là Hoàng thái tử Naruhito trở thành Thiên hoàng. Vì Naruhito không có con trai để kế thừa, theo hoàng gia Nhật Bản nghị định, Fumihito sẽ trở thành Trữ quân cho Tân Thiên hoàng, và Fumihito do là em trai của Thiên hoàng nên không thể nhận danh hiệu Hoàng thái tử, hoàng thất Nhật Bản cũng không muốn danh xưng Hoàng thái đệ, mà là Hoàng tự điện hạ [皇嗣殿下; こうしでんかKoshi-denka]. Ban đầu, ngày 19 tháng 4 năm 2020, dự kiến tiến hành lễ tấn lập, Tuy nhiên do tình hình dịch COVID-19 mà buổi lễ đã dời lại tới ngày 8 tháng 11 năm 2020.
Tháng 5 năm 2020, ông cùng các thành viên nhánh Thu Tiểu cung và các nhân viên của Cơ quan Nội chính Hoàng gia Nhật Bản đã tự tay làm 600 bộ áo choàng y tế và tặng cho Bệnh viện Saiseikai và Bệnh viện Trung ương Tokyo để giúp bệnh viện trong việc chiến đấu với Coronavirus.
Ngày 8 tháng 11 năm 2020, Fumihito chính thức được tấn phong làm Hoàng tự (皇嗣; こうし; Koshi).

## Ngự xưng
- 30 tháng 11 năm 1965 – 29 tháng 6 năm 1990: Lễ cung Điện hạ;
- 29 tháng 6 năm 1990 – 1 tháng 5 năm 2019: Thu Tiểu cung Điện hạ;
- 1 tháng 5 năm 2019 - nay: Thu Tiểu cung Hoàng tự Điện hạ;